# Agrosport Clube de Monte Café
Agrosport Clube de Monte Café és un club de futbol que juga a la Segona Divisió de la Lliga de São Tomé de futbol. L'equip està ubicat Monte Café a la part sud de l'illa de São Tomé. L'equip està principalment per seguidors que provenen de les zones rurals del país. L'equip mai va obtenir cap títol nacional, insular i de copa.
El club va ser fundat el 1990 i ha competit en la segona divisió; el 2003 el club va jugar a la Copa de l'illa i va avançar fins a la primera ronda, fins que va perdre amb el Marítimo Micoló 6–7, El club va entrar a la primera divisió de l'illa el 2004 i va tornar a la segona divisió després d'haver estat relegat, va tornar a pujar a la primera divisió l'any 2012, però va ser relegat a segona divisió, on juga actualment. El club va celebrar el seu 25è any de fundació l'any 2015.
El seu logotip és de color verd amb una lletra gran A al centre i una grua a l'esquerra i porta l'any de la fundació a la dreta.

## Resultat del campionat entre illes
| Temporada | Divisió | Posició | Jugats | Guanya | Empata | Perd | GF | GC | GD  | Punts | Copa | Qualificació/descens                     |
| --------- | ------- | ------- | ------ | ------ | ------ | ---- | -- | -- | --- | ----- | ---- | ---------------------------------------- |
| 2011      | 3       |         | -      | -      | -      | -    | -  | -  | -   | -     |      | Cap                                      |
| 2012      | 2       | 9       | 18     | 5      | 2      | 11   | 25 | 39 | -14 | 17    |      | Relegat a la segona divisió de l'illa    |
| 2013      | 3       |         | 18     | -      | -      | -    | -  | -  | -   | -     |      | Cap                                      |
| 2015      | 2       |         | 18     | -      | -      | -    | -  | -  | -   | -     |      | Promociona a la Primera Divisió Regional |